# 李嗣勋
李嗣勋（9世纪—？），唐朝末年河东节度使李克用部将。
唐昭宗景福元年（892年）正月，成德军节度使王镕仗着卢龙军节度使李匡威支持，率两镇合兵十余万围攻邢州尧山。李克用养子东昭义军（治邢州）留后李存孝去救，不能取胜。李克用派另一养子李存信率兵应援，与李存孝合兵攻击敌军。李存孝和李存信不合，彼此猜忌，都逗留不进。李克用再派李嗣勋和另一养子李存审率军去救，大破成德、卢龙联军，斩首三万，收其军实。